# 太田資忠
太田 資忠（おおた すけただ、生年未詳 - 文明11年（1479年））は室町時代後期の武将。太田資清の子で太田道灌の弟、または道灌の甥とも。図書助。子に資雄。資家も資忠の子とする説もある。
文明3年（1471年）に古河公方方にあった唐沢山城・館林城を攻略して、将軍足利義政から褒賞される。文明9年（1477年）に長尾景春の乱の時に武蔵河越城にで景春軍と一戦交える。
文明11年（1479年）に道灌に仕え、千葉自胤とともに臼井城の千葉孝胤を攻める際に国府台城を築城する。同年7月15日に臼井城攻めから一旦兵を退こうとした虚を衝かれ、激しい戦闘となり討ち死にしたが、結果的に臼井城は陥落した（1月18日に没したとする説もある）。臼井城跡の傍にある石碑が墓所（太田図書墓）と伝わる。
なお、黒田基樹は道灌の弟である図書助資忠とその息子（道灌の甥）である資雄の事績の混同を指摘して、道灌の養子になったのは太田資武の家伝に記された図書助（資忠）ではなく、図書助の子である資雄であるとしている。